# Prélude d'Eginhard
Prélude d'Eginhard est une œuvre pour piano d'Erik Satie composée en 1893. 

## Présentation

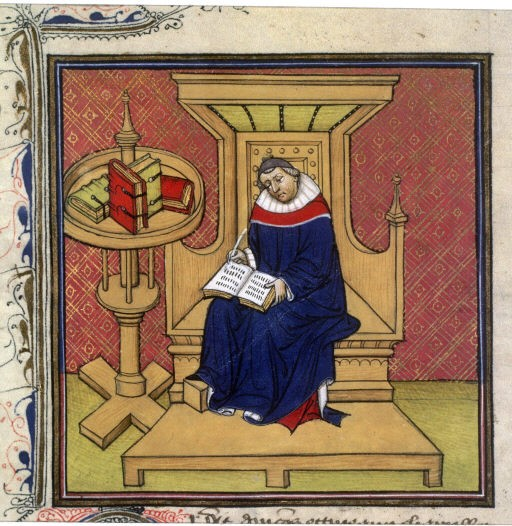
Enluminure représentant Éginhard écrivant (XIVe siècle-XVe siècle).

Peu après la création publique des Sonneries de la Rose+Croix et du Fils des étoiles, Satie compose, à partir notamment d'anciennes esquisses des Ogives, plusieurs préludes pour piano : Fête donnée par des chevaliers normands en l'honneur d'une jeune demoiselle, Prélude d'Eginhard (composé fin 1893), puis deux Préludes du Nazaréen. 
Ces quatre partitions ne sont pas publiées du vivant du compositeur mais à titre posthume, et réunies dans un même recueil par Rouart-Lerolle en 1929 sous le titre de Quatre Préludes.

## Analyse

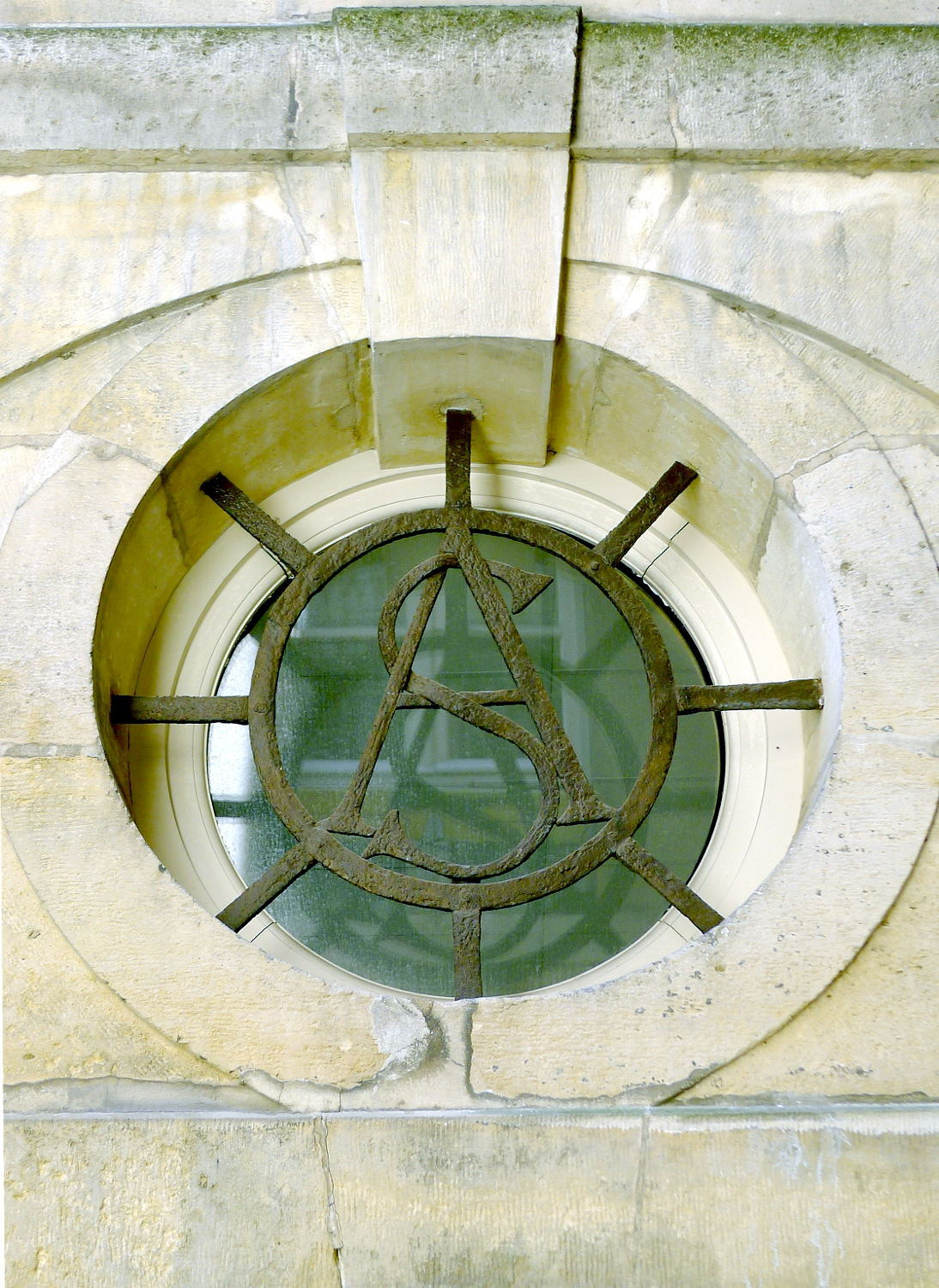
Imposte en fer forgé de la rue Éginhard.

Pour Vincent Lajoinie, le titre, dont le mystère persiste néanmoins, serait une référence à la rue Éginhard, à Paris, dans laquelle se trouve une vieille imposte en fer forgé représentant les lettres S.A. qui présentent des similitudes graphiques troublantes avec la signature en initiales stylisées de Satie. 
Quant au contenu musical de l’œuvre, Lajoinie en souligne le « raffinement savoureux », dans lequel « l'harmonie fait parfois songer à certaines pages futures de Debussy, telles ces dernières mesures du thème initial, qui évoquent irrésistiblement le début du « Prélude de la forêt  » dans Pelléas » :

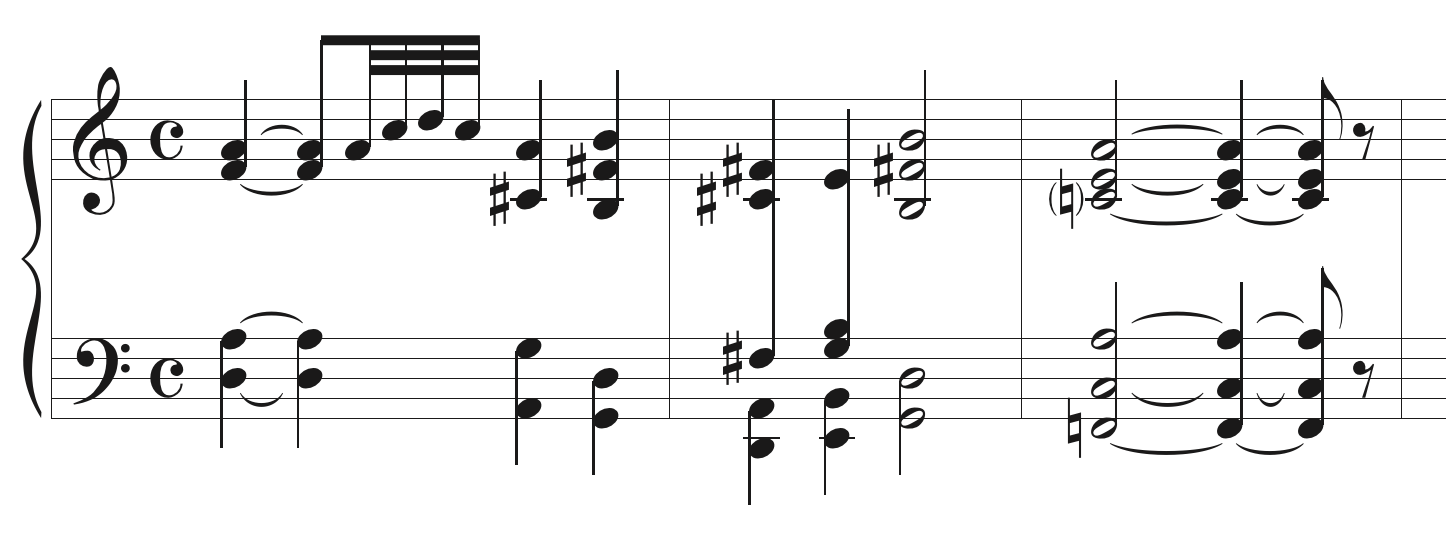
Dernières mesures du thème initial.

Guy Sacre note également « quelques beaux enchaînements [qui] évoquent d'avance, et de façon plus saisissante encore que les Sarabandes de 1887, la manière de Debussy ».
Pour Jean-Pierre Armengaud, la pièce est, « après une période d'hivernage intérieur, une musique « en boutons », toute en promesses, en déclarations, en regrets retenus : encore cryptée, mais d'une couleur de fresque lumineuse, où Satie se dévoile ».
Et Vincent Lajoinie de conclure : 

« Œuvre d'une grande sensualité harmonique, le Prélude d'Eginhard mérite en outre parmi les pièces mystiques une place privilégiée, d'autant que son accessibilité constitue peut-être la meilleure des introductions à un style parfois difficile d'accès. À ce titre, on ne saurait que trop recommander son écoute comme primordiale à quiconque désirerait se familiariser avec l'ensemble de la production satiste de cette époque. »

Le morceau est d'une durée moyenne d'exécution de deux minutes environ.

## Discographie sélective
- Satie: Complete Piano Music, Jeroen van Veen (piano), Brilliant Classics 95350, 2016.
- Tout Satie ! Erik Satie Complete Edition[9], CD 6, Aldo Ciccolini (piano), Erato 0825646047963, 2015.

### Ouvrages généraux
- Alfred Cortot, La musique française de piano, Paris, Presses universitaires de France, coll. « Quadrige », 1981, 762 p. (ISBN 2-13-037278-3).
- Adélaïde de Place, « Erik Satie », dans François-René Tranchefort (dir.), Guide de la musique de piano et de clavecin, Paris, Fayard, coll. « Les Indispensables de la musique », 1987, 867 p. (ISBN 978-2-213-01639-9, OCLC 17967083), p. 631.
- Guy Sacre, La musique de piano : dictionnaire des compositeurs et des œuvres, vol. II (J-Z), Paris, Robert Laffont, coll. « Bouquins », 1998, 2998 p. (ISBN 978-2-221-08566-0).

### Monographies
- Jean-Pierre Armengaud, Erik Satie, Paris, Fayard, 2009, 782 p. (ISBN 978-2-213-602523).
- Bruno Giner, Erik Satie, Paris, Bleu nuit éditeur, coll. « Horizons » (no 51), 2018, 176 p. (ISBN 978-2-35884-060-6), p. 79-86.
- Vincent Lajoinie, Erik Satie, Lausanne, Éditions L'Âge d'Homme, 1985, 443 p. (ISBN 978-2-8251-3228-9), p. 139-144.
- (en) Robert Orledge, Satie the composer, New York, Cambridge University Press, coll. « Music in the 20th Century », 1990, 394 p. (ISBN 978-0-521-35037-2).
- Anne Rey, Satie, Paris, Éditions du Seuil, coll. « Solfèges », 1974, rééd. 1995, 192 p. (ISBN 978-2-02-023487-0 et 2-02-023487-4).